# Johnny Heartsman
John Leroy „Johnny“ Heartsman (* 9. Februar 1936 in Houston, Texas, USA; † 27. Dezember 1996 in Sacramento, Kalifornien, USA) war ein US-amerikanischer Bluesmusiker und Songwriter. Er spielte eine Reihe von Musikinstrumenten, darunter die elektronische Orgel und die Flöte. Sein Gitarrenspiel ist auf zahlreichen Aufnahmen zu hören, die in den 1950er und 1960er Jahren in der San Francisco Bay Area entstanden.

## Biografie
Heartsman wurde als Johnnie Eastman Jr. in Houston (Texas) geboren und zog in jungen Jahren nach San Fernando (Kalifornien). In seinen Teenagerjahren begann Heartsman als Sessionmusiker im Studio des lokalen Plattenproduzenten Bob Geddins zu arbeiten. Eines seiner frühesten Engagements war die Aufnahme des Hits Tin Pan Alley von Jimmy Wilson im Jahr 1953, wobei er den Bass spielte. Unter dem Namen „John Heartsman, the Rhythm Rocker and the Gaylarks“ veröffentlichte er beim Label „Music City“ den Instrumentalhit Johnny’s House Party (Parts 1 & 2).
Bis in die frühen 1960er Jahre arbeitete er weiterhin als Sessionmusiker. Er spielte auf Tiny Powells My Time After Awhile (1962) und Al Kings Coverversion von Reconsider Baby (1964). Zu seinen späteren Arbeiten gehören das Spielen in Showbands, Auftritte in Cocktailbars und die Tätigkeit als Tourorganist für Joe Simon.
In den späten 1980er Jahren kehrte Heartsman zum Blues zurück. 1987 erschien sein Album Sacramento. Dick Shurman produzierte Heartsmans Album The Touch, das 1991 von Alligator Records veröffentlicht wurde.
Im Laufe der Jahre schrieb Heartsman Songs für Jesse James (Are You Gonna Leave Me), Roy Buchanan (Goose Grease), John P. Hammond (Got to Find My Baby) und Amos Garrett (Move On Down the Line) sowie weitere für Joe Simon.
Johnny Heartsman setzte seine Musikkarriere fort, bis er im Dezember 1996 im Alter von 60 Jahren in Sacramento (Kalifornien) an einem Schlaganfall starb.